# 致士麥拿書
致士麥拿書（英語：The Letter to the Smyrnaeans），亦稱士麥拿書，是一部由安條克的依納爵於約西元107年書寫給士麥拿早期基督徒的書信，
其特色在於此篇書信含有使用關於天主教教會一詞的最早證據。

## 內容
在書信中提及耶穌復活: (2:1a)"現在,他為我們遭受了這些使我們被拯救的。而他真正的受難了，即使他真正的使它自身復活。不同於某些不信者所言，祂於形相（semblance）上受苦,他們自身僅只存在於形相。"關於形相一詞的翻譯對應於希臘文“dokein”（δοκεῖν），源自早期基督教的幻影說。此篇寫給士麥拿的書信的首要目的便是去反駁那些有關幻影說的宣講。
為了反駁那些聲稱耶穌並未成為血肉的幻影說學說。安條克的依納爵於首七段表明了耶穌的真實化身，如有關聖餐禮的說明(7:1)"他們拒絕了聖餐禮與禱告，因他們認為聖餐並非我們的救主耶穌基督的肉身，那為我們的罪受苦的，且父，以祂的全善，再次復活的。他們否認了主的禮物，使其在他們的爭論中消失。"

此外，士麥拿書亦是使用天主教教會一詞的最早出處證據(8:6)。

## 外部連結
- Greek text of the Letter to the Smyrnaeans （页面存档备份，存于）
- 《Letter to the Smyrnaeans》St.Ignatius of Antioch,Translated by Cyril C. Richardson[永久]